# Vibrio vulnificus
Vibrio vulnificus es un bacilo del género Vibrio; al ser tolerante a la sal, prospera en el agua marina, especialmente en zonas cálidas. 
Patógeno oportunista del humano, provoca infecciones normalmente a través del consumo de mariscos o pescado crudo, aunque puede también ingresar al organismo durante el baño a través de heridas superficiales.
Vibrio vulnificus es una bacteria Gram negativa, oxidasa positiva y anaerobia facultativa. Posee forma de bastoncillo y un flagelo polar, no forma esporas y soporta alcalinidades relativamente elevadas, hasta el pH 9. Fue descrito por primera vez en 1976 como un vibrio lactosa positivo sin nombre (posteriormente nombrado como Beneckea vulnificus). Dentro de la especie se diferencian tres biotipos basados en sus diferencias morfológicas (fenotipo): el biotipo 1, de distribución mundial y aislado principalmente en su medio natural y en enfermos, el biotipo 2, también de distribución mundial y aislado en peces y humanos, y el biotipo 3, aislado únicamente en enfermos de Israel.
El bacilo llega normalmente al torrente sanguíneo a través del consumos de pescado o marisco infectado y ocasionalmente desde el agua del mar a través de heridas abiertas. En casos de deficiencia inmunológica provoca septicemia,: 279   infección de heridas y/o problemas gastrointestinales teniendo los pacientes que mostraban septicemia una mortalidad superior al 50%. Los antibióticos son efectivos en las primeras fases de la infección, pero en casos avanzados puede ser necesaria la amputación.
Al igual que otros miembros del género Vibrio, coloniza el tracto intestinal, donde se fija a las paredes y secreta toxinas que provocan diarrea; la infección es más frecuente en pacientes con aclorhidria (producción insuficiente de ácido gástrico) o hemocromatosis. Otros síntomas posibles incluyen la dermatitis.